# Бенлех
Бѐнлех (на уелски: Benllech, изговаря се по-близко до Бѐнхлех) е малък град в Северен Уелс, графство Ангълси. Разположен е на брега на Ирландско море на едноименния остров Ангълси. Има малко пристанище. Имал е жп гара от 1909 г. до 1950 г. Населението му е 2340 жители според данни от преброяването през 2001 г.